# JD Natasha
JD Natasha, właśc. Natasha Jeanett Dueñas (ur. 27 lutego 1988 r. w Kendall na Florydzie) – latynoska piosenkarka. 
Jej ojciec jest Argentyńczykiem, a matka – Kubanką. Była drugim z czwórki dzieci, które wychowywały się na Florydzie. Zaczęła śpiewać w chórze kościelnym. Swój pierwszy album wydała w 2004 r. Znajduje się na nim 10 piosenek, zarówno hiszpańskich, jak i angielskich.

## Dyskografia
- 2004 – Imperfecta-Imperfect (EMI/EMI Music Televisa)